# Geografia da Palestina
A Palestina é o 163.º maior país do mundo em termos de área reivindicada. O território faz fronteira com Israel ao norte, leste e oeste, com a Jordânia a leste, com o Egito a sudoeste e com o mar Mediterrâneo a oeste. A Palestina também compartilha fronteiras marítimas com Israel, Chipre e Egito. Situada no Levante, a Palestina integra a região do Oriente Médio, na Ásia.

## Regiões fisiográficas
O terreno da Faixa de Gaza é plano ou ondulado, com dunas perto da costa. O ponto mais alto é Abu 'Awdah (Joz Abu 'Auda), a 105 m (344 ft) acima do nível do mar.
O terreno da Cisjordânia é principalmente montanhoso acidentado e dissecado, com alguma vegetação no oeste, mas um tanto árido no leste. A extensão de elevação atinge um ponto baixo na costa norte do mar Morto em 429 m (1.407 ft) abaixo do nível do mar, para o ponto mais alto no monte Nabi Yunis em 1.030 m (3.380 ft) acima do nível do mar. A área da Cisjordânia não tem litoral; as terras altas são a principal área de recarga dos aquíferos costeiros de Israel.

## Geologia
A planície costeira de Gaza é composta por dunas de areia e sedimentos arenosos férteis. Exceto por um arenito calcário poroso chamado kurkar em árabe, não há outras rochas nesta região. Em contraste, a Cisjordânia é dominada por montanhas baixas: monte Gerizim (881m), Nabi Samwil (890m) e monte Scopus (826m). As rochas são compostas principalmente por sedimentos marinhos (calcário e dolomita). A porosidade dessas rochas permite que a água seja filtrada até os estratos não porosos, que fornecem água para os numerosos aquíferos da região.

### Atividade tectônica e sísmica
O Vale do Jordão é um segmento da Falha do Mar Morto, uma continuação do Grande Vale do Rifte que separa a Placa Africana da Placa Arábica. Acredita-se que todo o segmento tenha rompido repetidamente, por exemplo, durante o terremoto de 749 e novamente em 1033, o mais recente grande terremoto ao longo desta estrutura. O déficit de deslizamento acumulado desde o evento de 1033 é suficiente para causar um terremoto de Mw ~7,4.
A disposição tectônica da Palestina na margem da Falha do Mar Morto a deixou exposta a terremotos relativamente frequentes, sendo os mais destrutivos os de 31 a.C., 363, 749 e 1033.

## Rios e lagos
O rio Jordão é o maior rio da Palestina, formando a fronteira oriental da Cisjordânia, até desaguar no Mar Morto. Relata-se que, por um lado, até 96% da água doce do rio é desviada por Israel, Jordânia e Síria, enquanto, por outro lado, grandes quantidades de esgoto não tratado estão sendo despejadas no rio.
O mar Morto é o maior corpo de água da Palestina, enquanto o vale de Marj Sanur forma um lago sazonal.
Uma série de riachos efêmeros, chamados de uádis, fluem para o rio Jordão ou mar Morto através da Cisjordânia, incluindo o uádi Og, uádi Fa'rah e uádi Qelt. Outros fluem através de Israel e no Mar Mediterrâneo, como o córrego Hadera e o uádi Kabiba.

## Clima

Mapa de classificação climática de Köppen-Geiger para o Estado da Palestina

O clima na Cisjordânia é principalmente mediterrâneo, ligeiramente mais frio em áreas elevadas em comparação com a costa, a oeste da área. No leste, a Cisjordânia inclui grande parte do deserto da Judeia, incluindo a costa ocidental do mar Morto, caracterizada por clima seco e quente.
Gaza tem um clima semiárido quente (Köppen: BSh) com invernos amenos e verões quentes e secos. A primavera chega por volta de março a abril e os meses mais quentes são julho e agosto, com a máxima média sendo 33 °C (91 °F). O mês mais frio é janeiro com temperaturas geralmente em 7 °C (45 °F). A chuva é escassa e geralmente cai entre novembro e março, com taxas anuais de precipitação de aproximadamente 4,57 in (116 mm).
| Dados climáticos para Gaza   | Dados climáticos para Gaza | Dados climáticos para Gaza | Dados climáticos para Gaza | Dados climáticos para Gaza | Dados climáticos para Gaza | Dados climáticos para Gaza | Dados climáticos para Gaza | Dados climáticos para Gaza | Dados climáticos para Gaza | Dados climáticos para Gaza | Dados climáticos para Gaza | Dados climáticos para Gaza | Dados climáticos para Gaza |
| Mês                          | Jan                        | Fev                        | Mar                        | Abr                        | Mai                        | Jun                        | Jul                        | Ago                        | Set                        | Out                        | Nov                        | Dez                        | Ano                        |
| ---------------------------- | -------------------------- | -------------------------- | -------------------------- | -------------------------- | -------------------------- | -------------------------- | -------------------------- | -------------------------- | -------------------------- | -------------------------- | -------------------------- | -------------------------- | -------------------------- |
| Média alta °C (°F)           | 17 (62)                    | 17 (63)                    | 20 (69)                    | 26 (78)                    | 29 (84)                    | 31 (89)                    | 33 (91)                    | 33 (91)                    | 31 (88)                    | 28 (83)                    | 24 (75)                    | 19 (65)                    | 26 (78)                    |
| Média baixa °C (°F)          | 7 (45)                     | 7 (45)                     | 9 (49)                     | 13 (55)                    | 15 (60)                    | 18 (65)                    | 20 (69)                    | 21 (70)                    | 19 (66)                    | 17 (62)                    | 12 (54)                    | 8 (47)                     | 14 (57)                    |
| Média precipitação mm (pol.) | 76 (2.99)                  | 49 (1.93)                  | 37 (1.46)                  | 6 (0.24)                   | 3 (0.12)                   | 0 (0)                      | 0 (0)                      | 0 (0)                      | 0 (0)                      | 14 (0.55)                  | 46 (1.81)                  | 70 (2.76)                  | 301 (11.86)                |
| Fonte: Weatherbase           |                            |                            |                            |                            |                            |                            |                            |                            |                            |                            |                            |                            |                            |

| Dados climáticos para Jericó | Dados climáticos para Jericó | Dados climáticos para Jericó | Dados climáticos para Jericó | Dados climáticos para Jericó | Dados climáticos para Jericó | Dados climáticos para Jericó | Dados climáticos para Jericó | Dados climáticos para Jericó | Dados climáticos para Jericó | Dados climáticos para Jericó | Dados climáticos para Jericó | Dados climáticos para Jericó | Dados climáticos para Jericó |
| Mês                          | Jan                          | Fev                          | Mar                          | Abr                          | Mai                          | Jun                          | Jul                          | Ago                          | Set                          | Out                          | Nov                          | Dez                          | Ano                          |
| ---------------------------- | ---------------------------- | ---------------------------- | ---------------------------- | ---------------------------- | ---------------------------- | ---------------------------- | ---------------------------- | ---------------------------- | ---------------------------- | ---------------------------- | ---------------------------- | ---------------------------- | ---------------------------- |
| Média alta °C (°F)           | 19.0 (66.2)                  | 20.6 (69.1)                  | 24.4 (75.9)                  | 29.5 (85.1)                  | 34.4 (93.9)                  | 37.0 (98.6)                  | 38.6 (101.5)                 | 37.9 (100.2)                 | 35.8 (96.4)                  | 32.7 (90.9)                  | 28.1 (82.6)                  | 21.4 (70.5)                  | 30.0 (86)                    |
| Média diária °C (°F)         | 10.7 (51.3)                  | 12.6 (54.7)                  | 16.3 (61.3)                  | 22.4 (72.3)                  | 26.6 (79.9)                  | 30.4 (86.7)                  | 30.9 (87.6)                  | 30.4 (86.7)                  | 28.6 (83.5)                  | 25.8 (78.4)                  | 22.8 (73)                    | 16.9 (62.4)                  | 22.9 (73.2)                  |
| Média baixa °C (°F)          | 4.4 (39.9)                   | 5.9 (42.6)                   | 9.6 (49.3)                   | 13.6 (56.5)                  | 18.2 (64.8)                  | 20.2 (68.4)                  | 21.9 (71.4)                  | 21.1 (70)                    | 20.5 (68.9)                  | 17.6 (63.7)                  | 16.6 (61.9)                  | 11.6 (52.9)                  | 15.1 (59.2)                  |
| Média precipitação mm (pol.) | 59 (2.32)                    | 44 (1.73)                    | 20 (0.79)                    | 4 (0.16)                     | 1 (0.04)                     | 0 (0)                        | 0 (0)                        | 1 (0.04)                     | 2 (0.08)                     | 3 (0.12)                     | 5 (0.2)                      | 65 (2.56)                    | 204 (8.03)                   |
| Média umidade relativa (%)   | 77                           | 81                           | 74                           | 62                           | 49                           | 50                           | 51                           | 57                           | 52                           | 56                           | 54                           | 74                           | 61                           |
| Média mensal horas de sol    | 189.1                        | 186.5                        | 244.9                        | 288.0                        | 362.7                        | 393.0                        | 418.5                        | 396.8                        | 336.0                        | 294.5                        | 249.0                        | 207.7                        | 3 566,7                      |
| Média diária horas de sol    | 6.1                          | 6.6                          | 7.9                          | 9.6                          | 11.7                         | 13.1                         | 13.5                         | 12.8                         | 11.2                         | 9.5                          | 8.3                          | 6.7                          | 9.8                          |
| Fonte: Arab Meteorology Book |                              |                              |                              |                              |                              |                              |                              |                              |                              |                              |                              |                              |                              |

| Dados climáticos para Jerusalém (1881–2007)                 | Dados climáticos para Jerusalém (1881–2007) | Dados climáticos para Jerusalém (1881–2007) | Dados climáticos para Jerusalém (1881–2007) | Dados climáticos para Jerusalém (1881–2007) | Dados climáticos para Jerusalém (1881–2007) | Dados climáticos para Jerusalém (1881–2007) | Dados climáticos para Jerusalém (1881–2007) | Dados climáticos para Jerusalém (1881–2007) | Dados climáticos para Jerusalém (1881–2007) | Dados climáticos para Jerusalém (1881–2007) | Dados climáticos para Jerusalém (1881–2007) | Dados climáticos para Jerusalém (1881–2007) | Dados climáticos para Jerusalém (1881–2007) |
| Mês                                                         | Jan                                         | Fev                                         | Mar                                         | Abr                                         | Mai                                         | Jun                                         | Jul                                         | Ago                                         | Set                                         | Out                                         | Nov                                         | Dez                                         | Ano                                         |
| ----------------------------------------------------------- | ------------------------------------------- | ------------------------------------------- | ------------------------------------------- | ------------------------------------------- | ------------------------------------------- | ------------------------------------------- | ------------------------------------------- | ------------------------------------------- | ------------------------------------------- | ------------------------------------------- | ------------------------------------------- | ------------------------------------------- | ------------------------------------------- |
| Recorde alta °C (°F)                                        | 23.4 (74.1)                                 | 25.3 (77.5)                                 | 27.6 (81.7)                                 | 35.3 (95.5)                                 | 37.2 (99)                                   | 36.8 (98.2)                                 | 40.6 (105.1)                                | 44.4 (111.9)                                | 37.8 (100)                                  | 33.8 (92.8)                                 | 29.4 (84.9)                                 | 26.0 (78.8)                                 | 44.4 (111.9)                                |
| Média alta °C (°F)                                          | 11.8 (53.2)                                 | 12.6 (54.7)                                 | 15.4 (59.7)                                 | 21.5 (70.7)                                 | 25.3 (77.5)                                 | 27.6 (81.7)                                 | 29.0 (84.2)                                 | 29.4 (84.9)                                 | 28.2 (82.8)                                 | 24.7 (76.5)                                 | 18.8 (65.8)                                 | 14.0 (57.2)                                 | 21.5 (70.7)                                 |
| Média diária °C (°F)                                        | 9.1 (48.4)                                  | 9.5 (49.1)                                  | 11.9 (53.4)                                 | 17.1 (62.8)                                 | 20.5 (68.9)                                 | 22.7 (72.9)                                 | 24.2 (75.6)                                 | 24.5 (76.1)                                 | 23.4 (74.1)                                 | 20.7 (69.3)                                 | 15.6 (60.1)                                 | 11.2 (52.2)                                 | 17.53 (63.58)                               |
| Média baixa °C (°F)                                         | 6.4 (43.5)                                  | 6.4 (43.5)                                  | 8.4 (47.1)                                  | 12.6 (54.7)                                 | 15.7 (60.3)                                 | 17.8 (64)                                   | 19.4 (66.9)                                 | 19.5 (67.1)                                 | 18.6 (65.5)                                 | 16.6 (61.9)                                 | 12.3 (54.1)                                 | 8.4 (47.1)                                  | 13.5 (56.3)                                 |
| Recorde baixa °C (°F)                                       | −6.7 (19.9)                                 | −2.4 (27.7)                                 | −0.3 (31.5)                                 | 0.8 (33.4)                                  | 7.6 (45.7)                                  | 11.0 (51.8)                                 | 14.6 (58.3)                                 | 15.5 (59.9)                                 | 13.2 (55.8)                                 | 9.8 (49.6)                                  | 1.8 (35.2)                                  | 0.2 (32.4)                                  | −6.7 (19.9)                                 |
| Precipitação média mm (pol.)                                | 133.2 (5.244)                               | 118.3 (4.657)                               | 92.7 (3.65)                                 | 24.5 (0.965)                                | 3.2 (0.126)                                 | 0 (0)                                       | 0 (0)                                       | 0 (0)                                       | 0.3 (0.012)                                 | 15.4 (0.606)                                | 60.8 (2.394)                                | 105.7 (4.161)                               | 554.1 (21.815)                              |
| Média de dias chuvosos                                      | 12.9                                        | 11.7                                        | 9.6                                         | 4.4                                         | 1.3                                         | 0                                           | 0                                           | 0                                           | 0.3                                         | 3.6                                         | 7.3                                         | 10.9                                        | 62.0                                        |
| Média umidade relativa (%)                                  | 61                                          | 59                                          | 52                                          | 39                                          | 35                                          | 37                                          | 40                                          | 40                                          | 40                                          | 42                                          | 48                                          | 56                                          | 45.8                                        |
| Média mensal horas de sol                                   | 192.2                                       | 243.6                                       | 226.3                                       | 267.0                                       | 331.7                                       | 381.0                                       | 384.4                                       | 365.8                                       | 309.0                                       | 275.9                                       | 228.0                                       | 192.2                                       | 3 397,1                                     |
| Source #1: Israel Meteorological Service                    |                                             |                                             |                                             |                                             |                                             |                                             |                                             |                                             |                                             |                                             |                                             |                                             |                                             |
| Source #2: Hong Kong Observatory for data of sunshine hours |                                             |                                             |                                             |                                             |                                             |                                             |                                             |                                             |                                             |                                             |                                             |                                             |                                             |

## Recursos naturais
Os recursos naturais da Palestina incluem extratos de lama do mar Morto, como magnésio, potássio e bromo. No entanto, esses recursos são monopolizados pelos assentamentos israelenses; a rede política palestina Al-Shabaka informou em 2015 que o valor agregado que o acesso a esses recursos naturais poderia ter gerado para a economia foi de US$ 918 milhões por ano.
A Palestina também inclui muitos ricos campos de gás na zona marítima da Faixa de Gaza; no entanto, desde que foram descobertos no ano 2000, não foram explorados, devido a Israel restringir a zona marítima de Gaza de 3 para 6 milhas náuticas da costa como parte do bloqueio da Faixa de Gaza.

## Ambiente
A Palestina tem uma série de questões ambientais; as questões enfrentadas pela Faixa de Gaza incluem a desertificação; salinização da água doce; tratamento de esgoto; doenças transmitidas pela água; degradação do solo; e esgotamento e contaminação dos recursos hídricos subterrâneos. Na Cisjordânia, muitos dos mesmos problemas se aplicam; embora a água doce seja muito mais abundante, o acesso é restrito pela ocupação contínua da Palestina.